# ジェンケム
ジェンケム（英: Jenkem）は、発酵した汚物（糞尿など）から発生する有害ガスから成る、幻覚作用をもたらす合法ドラッグとされているもの。
1990年代中頃から後半にかけて、ジェンケムはザンビアのストリートチルドレンの間で使用されていると報道された。2007年1月、アメリカのメディアが、逸話的にジェンケムをアメリカのティーンエイジャーの間で人気のドラッグであると印象づける報道を行った。報道はその内容の不潔さから、疑惑と嫌悪感をもって行われた。2007年11月以降、当初の推測を補強するような新しい報道は行われていない。
いくつかの情報では、アメリカの有力メディアに突如現れたこれら報道はいたずらを基にしたものだとしている。「都市伝説の権威」として著名なAbout.com（en）のデイヴィッド・エメリーは、ジェンケムがアメリカの若年層で乱用されつつあるというニュースメディアの報道は疑わしく、「不完全なインターネットでの調査に基づくものだ」と結論づけた。
このドラッグあるいはその存在の噂の表面化は、少なくとも1つのアメリカ自治体において、非合法吸入物質に関する条例に有機化合物を含むよう改正する要因となった。

## 詳細
エマ・ゲスト著 Children of AIDS: Africa's Orphan Crisis（AIDSの子供たち: アフリカの孤児の危機）では、ジェンケムの製造法を、「管からすくい上げた生活排水をビニール袋に入れ、酔いやしびれを伴う煙霧がでるまで1、2週間程度保管する」と説明されている。この手順は1995年のINTER PRESS SERVICE（IPS）のレポートでも同じように「下水池からすくい上げた人の排泄物を古い缶に入れ、ポリエチレンの袋で蓋をし、とろ火で煮るか、1週間程おいて発酵させる」と説明された。1999年のBBCの記事では、「ダークブラウンの汚泥を手ですくい、プラスティックボトルに詰め込む。彼らはボトルを地面に軽く叩き、上部にメタンが溜まる十分な空間を残すように気を配る」と言及している。
吸引系ドラッグや幻覚剤に関する一般的な懸念がジェンケムにも当てはまり、また、ジェンケム製造時の非衛生な状況では、糞口汚染による下痢や胃腸感染症を引き起こす危険性も考慮しなければならない。ボストン在住（2010年時）の麻酔医で、硫化水素ガスや「下水ガス」をマウスを使用して研究した市瀬史は、「ジェンケムから発生するようなガスの吸引は、低酸素症を引き起こし、酸素の欠乏がある種の高揚感を誘発することがあるかもしれないが、身体には危険である」と述べた。また、ジェンケム吸引後数日にわたり口内に汚物の臭いが残ることが指摘されている。
ジェンケムを吸引すると、視覚および聴覚の幻覚作用がおよそ1時間持続する。1995年のIPSの取材では、ルサカの5年生の子どもが記者に対し、「おっさん、これ大麻より強力なんだぜ。」と語った。4年後のBBCのレポートでは、16歳の少年ルーク・ムパンデはジェンケムが他の吸引系より好きだと述べた。「シンナーだと、ただ頭の中で声が聞こえるだけ。でもジェンケムだと、見えるんだ。死んだ母さんに会えて、人生のいろんなことを忘れられるんだ。」
科学誌上で、ジェンケム・ガスの薬理学的（構成や有効成分）あるいは薬力学的（どのように身体に化学作用を及ぼすか）説明がされることはなかった。向精神薬の専門家で、このドラッグの調査に自ら参加しようとした者は誰もおらず、これには幻覚剤学際研究学会（MAPS）や Lycaeum Synaesthesia も含まれる。向精神植物や化学製品の情報を提供しているウェブサイトErowid（en）ではその問い合わせセクションにおいて、「アメリカのメディアで流れているジェンケムの噂は、ほぼ確実にでっち上げによる怪しげなものです」、「私たちは、アメリカ、カナダ、あるいはヨーロッパの誰も、人あるいは動物の排泄物を溜めたボトルからのガス（その主成分はメタンです）を吸引することで向精神作用が得られるという信頼できる証拠に出会っていません」と述べている。

## マスコミの報道

### 1995年–2004年
ジェンケムを最初に取り上げたのは、1995年のINTER PRESS SERVICE（en）によるレポートである。その後1999年にBBCニュース・オンラインが、この新しいドラッグに焦点を当てた記事を掲載した。そして2004年には、南アフリカの週刊調査新聞 Mail & Guardian が、ザンビアのストリートチルドレンの置かれている窮状についてのレポートの中でジェンケムの乱用に言及した。これらすべてのレポートは、ザンビアのルサカでの特派員取材を基にしていた。

### ザンビアのストリートチルドレン
1998年のニューヨーク・タイムズのレポートによれば、NPOのFountain of Hopeは、ザンビア・ルサカのストリートチルドレンが「パワフル・ハイ」になるためにジェンケムを使用していると語った。2002年、Project Concern International ZambiaおよびFountain of Hopeは、『ルサカにおけるストリートチルドレンの緊急調査』（Rapid Assessment of Street Children In Lusaka）と題した報告書を公表した。この中でジェンケムは、ダッガ（Dagga、大麻）、「シンナーとダッガ」に次ぐ3番目に人気のあるドラッグで、その後にバラン（Ballan、未乾燥のタバコ）とガソリンが続くとしている。その原料となる排泄物は、ルサカの開放的な下水道から自由に入手できた。2007年11月、ザンビア・スポーツ青少年教育省課長のジョン・C・ズールーはSalon.comに対し、ジェンケムの使用はシンナー遊びより一般的ではないとしたうえで、「まず、彼らは下水からそれを得て使いますが、作るのはどこででも行います。 […] 彼らはそれが彼らを温め、恐れ知らずにさせると言います。」と述べた。

### 大手メディアおよび欧米での扱い
2007年夏までは、ジェンケムの国際的な認識は、一部のオンラインフォーラムやブログでの投稿と、その中で言及されたニュース報道に限られていた。同年9月初め、フロリダ州ネープルズのある親が、子どもからジェンケムのことを聞きつけ、それを心配して子どもが通うパルメットリッジ高校の校長に相談したことがきっかけとなり、メディアから大きな注目を集めるようになった。
その使用は認められなかったが、校長はコリアー郡保安官事務所にその情報を伝えた。保安官事務所情報局は9月26日、「ジェンケムは今アメリカ中の高校で人気のあるドラッグである」と断定する内部情報報告を発行した。この断定は実際には単なる推測に過ぎず、この時そのような広範囲にわたる使用が認められるようなニュース報道はなかった。この報告は、少なくとも13歳の少年（オンラインでは「Pickwick」のハンドル名で知られていた）の投稿の一部を基にしており、少年はTOTSE（アメリカの掲示板サイト。2009年1月に閉鎖）の Better Living Through Chemistry フォーラムに、糞尿を使用してジェンケムを試してみた旨の投稿を行っていた。
発行前日の9月25日、「Pickwick」はTOTSEコミュニティに対し、「ジェンケムってのは実はでっち上げなのでした」と投稿し、前回のトリップ報告は、実際は小麦粉、水、ビール、およびヌテラを使って糞尿に似せたインチキだったと説明した。また、「オレはうんちのガスを吸ってハイになったことなんてないし。[…] 画像は削除したよ。どっかの物好きが保存してなきゃいいんだけど。オレはただオレがうんちのガスを吸っちゃうガキだと思われたくないだけなんだ。」とも述べたが、画像は保安官事務所の報告に使用されてしまった。

#### 2007年10月末から11月初旬
Snopes.com（都市伝説リファレンスサイト）は2007年10月30日、ジェンケムの信憑性に関するレポートを公表した。当初列挙された現象を「未確定」としていたが、11月9日には「虚偽」に変更された。その最初の版においてSnopesは、TOTSEフォーラムに投稿されたPickwickのトリップ報告（このスレッドは2007年10月3日に説明なしに削除された）と、リークされたコリアー郡保安官事務所の警戒報告を引用した。
Snopesの発表の数日後、都市伝説の検証も行っているAbout.comにおいて、デイヴィッド・エメリーもまた、ジェンケムに関する、Snopesよりもより分析的なレポートを公表した。その中でジェンケムがアメリカの若年層で乱用される足がかりを得たという最近のニュースメディアの報道は疑わしく、「不完全なインターネットでの調査に基づくものだ」と結論づけた。
11月3日、2つの大手メディアの支局、アイオワ州メイソンシティーのKIMTおよびフロリダ州フォートマイヤーズのWINK NEWSの各テレビ局は、アメリカの高校生の間での、新しい幻覚誘発ドラッグジェンケムの噂を報道した。WINK NEWSによれば、コリアー郡保安官事務所はこのドラッグに関する警報を出したことを認めた。
11月5日、公的文書や逮捕記録、指名手配写真などが掲載されるウェブサイトThe Smoking Gunは、コリアー郡の警報を報道し、「このレポートそのものはウソ八百かもしれない」点に注意を促した。11月6日、ワシントン・ポストのコラムニスト、エミール・スタイナーは、彼のブログOFF/beat blog上でコリアー郡保安官事務所のメモ、Snopesの報告、およびWINK-TVの報道を取り上げ、ジェンケムの起源が「アフリカなど第3国」であることをコメントし、「麻薬取締局（DEA）のスポークスマンは、〔ジェンケムを〕試している人間はアメリカにもいることを強調した」、「匿名のDEAスポークスマンは、DEAはまだジェンケムをテストしていないが、『メタンの煙霧による幻覚』が引き起こされるのではないかという見解を示した」と述べた。彼はまた、ジェンケムのあらゆる使用は「危険で、悪くて、そしてばかげている」とした。
FOXニュースはスタイナーがワシントン・ポストにコラムを掲載してから8時間後にジェンケムに関する記事を流したが、Pickwickの「トリップ報告」とともに彼の後の撤回についても言及した。この記事の中でワシントンD.C. DEAのスポークスマン、ギャリソン・コートニーは、「それは糞尿ですので、私たちはそれを薬物には分類しません。」と明言している。
同日、イギリスの技術系タブロイドウェブサイトThe Registerも、リークされたメモ、Smoking Gun、Snopesおよびテレビニュースを引用してアメリカでのジェンケム現象の記事を掲載し、「真相はいまだ明らかになっていない」と結んでいる 。
11月7日、ABCニュースはウェブサイト上でジェンケムのニュースを報じた。その中でDEAスポークスマンのギャリソン・コートニーへのインタビューの内容を載せており、コートニーは「それがアフリカにあることは知っています… 私たちはそれに関する噂や推測をここで聞きましたが、動向の予測に不可欠なことは、まず推測によく耳を傾けることです。私たちが最初にフレオンやホイペット（亜酸化窒素。しばしばホイップクリーム缶に使用される）を子どもが吸引しているという話を耳にしたときもだいたい同じことが起きていました。」と述べた。このABCの報道もまた、その影響が現実に確認されるまで待たなければならないとしたら、早期の干渉が必要とされる多くの警察の仕事が不可能となるため、法執行機関によるこの噂と未確認の報道に対する追跡調査の必要性に集中した。
インディアナ州サウスベンドのWSBT-TVがローカルニュースで放送し、ウェブサイトに掲載した中では、親に対し「夜は（お子さんを）寝ずに待って、お子さんたちが寝る前に顔を見て、息の臭いを嗅ぐようにしましょう。」と忠告した。同日、テキサス州オースティンのNBC系列局KXAN-TVは、地元のティーンエイジャーとその親へのインタビューを行ってジェンケムについて報道した。Clean Investment Counselingのマイケル・ギンズバーグはKXANに対し、彼は「驚いてはいないが、少しナーバスに、そして恐れている」と述べた。ギンズバーグはジェンケムが地元で流行るということが非現実的だとは理解しておらず、「いったんそれが若者たちの一部のグループでオーケーになってしまうと、他のもっと多くでもオーケーになってしまう」とも述べた。
オーストラリアのメディアninemsnは11月8日、アメリカでのニュース報道を基に、ジェンケムのニュースをウェブサイトで伝えた。フロリダ州ジャクソンビルにあるCBS系列のCBS-47およびFOX系列のFox 30は配給されたレポートをウェブページ上で報じた。その中でジェンケムをワシントン・ポスト、ドラッジ・レポート、およびインサイド・エディションらの報道を引用しバットハッシュ（butt hash、尻麻薬）という俗語で言及した。これはFox 30テレビニュースでも取り上げられ、コリアー郡保安官事務所のティム・ゲレッティ警部へのインタビューも行われた。
配給されたレポートによると、ワシントンD.C.の若者たち聞いてみたところ、ジェンケムの存在は認識されておらず、それが何か聞くと、人々は嫌悪感を露にしたという 。
11月8日にフロリダで配給された新聞記事でも、リークされた保安官事務所のメモについて言及された。この記事では、別のDEAスポークスマンのラスティ・ペイン、パルメットリッジ高校校長およびコリアー郡衛生局へのインタビューが掲載されたが、メディアに広まっていた既存の漠然としたレポートを補足することはほとんどなかった。

#### 2007年11月
Salon.comはフリーのニュースおよびカルチャーライターのジェイミー・ピートラスによるジェンケムの徹底的な解説を特集した。ピートラスはザンビア政府官僚からルサカのストリートチルドレンの間でジェンケムの利用が広まっているという発言を引き出した。この官僚はザンビアでジェンケムの利用を削減することの鍵はそれを麻薬に指定することで、それによりその物質を使う青少年を少年矯正施設に入れることができると主張していた。Salon.comも、拡大したジェンケム現象によるメディアパニックに注目した。
そして、2007年の大きなジェンケムパニックの仕掛人である自称いたずら者の「Pickwick」は、彼が事実を偽装することでインターネット上で異例の汚名が着せられることを予測できなかったのかどうかは謎である。論争に先立つ数ヶ月前の彼のTOTSEへの投稿は、今後も彼のいたずらが注目を浴びることへの不安を明らかにしている。—Salon.com、2007年11月9日
Salon.comはまた、Erowidの共同制作者、ハンドルネームEarth Erowidおよび幻覚剤学際研究学会（MAPS）の広報責任者ジャグ・デイヴィスからのコメントも得ており、その誰も彼らの情報源からのこのドラッグに関する情報を提供することはできなかった。Partnership for a Drug-Free America（en）の消費者問題担当キャンディス・ベソンもこのドラッグに関してこれまで聞いたことはないと述べた。
アラバマ州エンタープライズのThe Enterprise Ledger は地元の麻薬捜査官ニール・ブラッドレイにインタビューし、ブラッドレイは、ジェンケムは既に西海岸で使用されていると述べ、「西海岸で使われているものはなんであれ、ここコフィー郡でも使われる。」、「我々はそれが学生達が行っている何某かで、クレイジーなものだと聞いているが、それがここで行われていないと思ってはいない。」と語った。
11月11日、オハイオ州ドーバー-ニューフィラデルフィアのThe Times-Reporter は、「連邦政府、悪臭ドラッグの一掃を試みる」と題した日曜版解説欄でジェンケム現象を、すべてのメディア報道から「大部分の偽りは暴かれた」としながら、「それを試すのは十分な馬鹿者で、我々はその報告をおそらくフラタニティ宿舎の入居式で見つかったと、そのうち聞くだろう」と述べた。
11月13日、カリフォルニア州サンタアナの The Orange County Register はSalon.comおよびSnopesのレポートを引用し、ジェンケムに言及した。また、インディアナ州エバンズビルのFox系列局WTVWはテレビニュースにおいて、それを使っている誰かを想像しただけでうんざりするという地元のティーンエイジャーの少年へのインタビューを流しながら、「Pickwick」の拡大写真を長々と放映した。カンザス州ウイチタのCBS系列局KWCHもこの日のニュースでジェンケムを取り上げた。地元のティーンエイジャーおよび法執行機関へのインタビューでも、この現象を裏付ける証言は得られず、このニュースに付随する記事の書き出しで、「これらはすべていたずらであると信ずる理由がある。」と述べた。

## 影響
アイオワ州ベッテンドルフ市議会は2009年10月6日、非合法吸入物質に関する条例を改正した。これまでは対象が化学製品のみであったのに対し、新法では、「合成物質であるか有機物質であるかに関わらず」、神経系に多幸感、興奮、高揚、麻酔、あるいは鈍感覚を引き起こす目的で人が故意に吸引する物質を非合法とした。その使用が実際に確認されていなかったにもかかわらず、ここで有機物質として想定されていたのがジェンケムである。